# Jeunesse en Ouganda

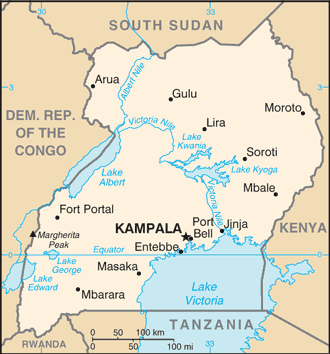
Une carte de l'Ouganda.

C'est la population la plus jeune du monde, 77 % de la population ont moins de 25 ans. Il y a 7 310 386 de jeunes Ougandais âgés entre 15 et 24 ans qui vivent en Ouganda.

## Définition de la jeunesse
La jeunesse est définie comme une phase intermédiaire socialement construite située entre l'enfance et l'âge adulte. L'UNICEF lui définit les jeunes comme toutes personnes étant âgées de 15 à 24 ans. La politique de la jeunesse définit les jeunes à partir de 12 jusqu'à 30 ans.

## Démographie
En Ouganda, la proportionnalité entre hommes/femmes est de 100,2 hommes pour 100 femmes. À la naissance l'espérance de vie  pour les hommes est de 42,59 ans et de 44,49 ans pour les femmes. La vie des jeunes Ougandais diffère et certains décident de migrer selon les zones, rurale ou urbaine en fonction de facteurs tels que les liens de parenté, les liens d'amitié, les revenus ruraux, l'éducation rurale et le système social rural.

## Éducation

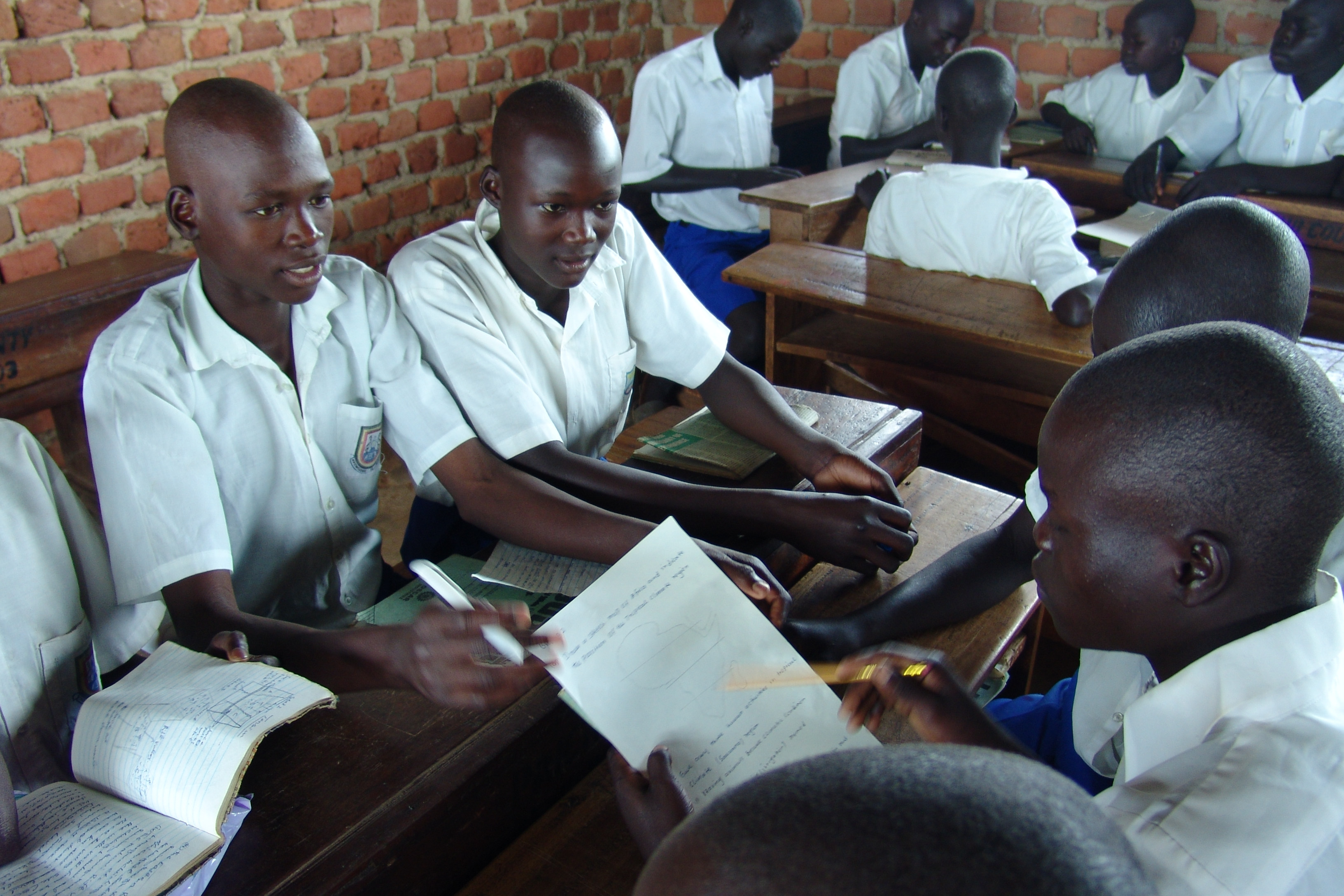
Élèves de l'école primaire d'Unyama.

En 1922 l'Ouganda crée sa première université publique l'Université de Makerere et une deuxième voit le jour en 1989. Le parrainage privé dans les universités publiques fut introduit en Ouganda au début des années 1990. En 2005, il y a 27 universités ougandaises dont 80% sont des institutions privées. Entre 2005 et 2010 le taux d'alphabétisation des jeunes est de 90 % pour les hommes et de 85 % pour les femmes.
En Ouganda trois types d'institutions bénéficient du soutien public. Elles se composent d'établissements autonomes, d'établissements gérés par le ministère de l'Éducation et d'instituts administrés par la Commission de la fonction publique  Pour entrer dans les établissements post-secondaires seuls les étudiants qui ont terminé avec succès les niveaux A et réussi leur certification ougandaise d'éducation avancée sont éligibles.
L'Ouganda ne comptait que 17 585 étudiants en 1991 les inscriptions ougandaises dans les universités et les établissements d'enseignement supérieur s'élevaient à 34 773 étudiants en 1998 pratiquement le double du taux d'auparavant. Le taux de femmes inscrites en 1998 était de 33% de la population étudiante, une augmentation par rapport à 28% en 1991.
Les étudiants nationaux bénéficiant d'une aide gouvernementale pour les frais de scolarité, argent de poche, frais de transport et de pension. Le ministère de l'Éducation couvre tous ces étudiants par un budget annuel qu'ils reçoivent du ministère des Finances. Ils estiment qu'ils paient pour chaque étudiant environ 6 000 000 de shillings ougandais soit 3 000 dollars américains.
D'après la fiche d'information de 2014 sur les jeunes de l'UNFPA, 78 % des jeunes de 13 à 18 ans sont  scolarisés.10% entre 6-12 ans n'ont jamais été à l'école. 22 % de 13 à 18 ans ont abandonné l'école. De plus 8,8 millions de jeunes âgés entre 15 à 24 ans ne sont pas scolarisés, sont au chômage ou ne suivent aucune formation.

## L'Emploi
Le chômage atteint un taux de 83% chez les jeunes Ougandais âgés de 15 à 24 ans. Pour ceux qui ont des diplômes officiels et qui vivent en zone urbaine ce taux est encore plus élevé. Car ils n'ont pas  les compétences professionnelles nécessaires pour répondre aux offres d'emplois.
Ceux qui n'ont pas de diplôme sont confrontés au même problème parce qu'ils n'ont pas les compétences nécessaires pour le poste ou qu'ils n'ont pas les ressources telles que la terre ou un capital. Certains jeunes refusent certains emplois qui leur sont proposés car ils ne leur conviennent pas. Le chômage des jeunes pose un sérieux défi politique, économique et social au pays et à ses dirigeants. C'est de plus en plus difficile pour l'Ouganda de sortir de la pauvreté à cause du chômage. Les jeunes femmes sont mères au foyer dès leur plus jeune âge, ce qui limite leur capacité à travailler.
En Ouganda  une grande majorité de jeunes travailleurs  travaillent dans le secteur informel.  3,2 % des jeunes sont des salariés, 90,9 % travaillent pour un emploi dans le secteur informel et 5,8 % des jeunes Ougandais sont des travailleurs indépendants.
Dans un rapport sur la population en 2018, Amamukirori B. & Mubiru A indiquent qu'il existe des écarts salariaux parmi les jeunes employés  selon les secteurs, secteur public ou secteur privé, ensuite des régions Nord et Est, et selon le sexe mais en faveur des hommes. De plus, ils mettent en évidence le secteur agricole comme celui qui emploie le plus grand nombre de jeunes, suivi du commerce, de la fabrication, puis du secteur des transports. Le taux de chômage des jeunes, qui s'élève désormais à 6,5 %, est attribué à l'inadéquation entre les compétences acquises grâce au système éducatif et les demandes du marché du travail.

## La Santé
Les informations sur la santé sexuelle et reproductive de la jeunesse ougandaise proviennent de sources, telles que des parents, des tantes paternelles (ssenga), des oncles (kojja), des frères et sœurs aînés mais aussi de la radio et les journaux. Selon eux depuis 2000 l'âge du premier rapport sexuel  était de 16,7 ans pour les femmes et de 18,2 ans pour les hommes, tandis que l'âge médian au mariage était de 19,5 ans pour les femmes et de 24 ans pour les hommes.
Lorsqu'on leur a demandé s'ils avaient des connaissances sur le VIH, 38 % des hommes âgés de 15 à 19 ans ont répondu oui et 31 % des femmes du même groupe d'âge ont répondu oui. Les jeunes qui ont été interrogés sur l'âge auquel les gens devraient devenir sexuellement actifs, tous les participants ont répondu que l'âge idéal se situe entre 18 et 20 ans. Les participants ont également déclaré que les gens commençaient en fait à avoir des relations sexuelles entre 4 et 16 ans, mais tous pensaient que c'était trop tôt.
L'utilisation du préservatif est beaucoup plus fréquente chez les jeunes scolarisés que chez les jeunes non scolarisés. Les jeunes scolarisés ont également constaté qu'ils avaient globalement moins de partenaires sexuels que les jeunes non scolarisés et qu'ils étaient également plus susceptibles d'être impliqués dans la planification familiale que les jeunes non scolarisés.